# Fairchild C-82 Packet
Il Fairchild C-82 Packet fu un aereo da trasporto tattico bimotore ad ala alta sviluppato dall'azienda aeronautica statunitense Fairchild Aircraft negli anni quaranta.
Progettato e costruito durante la seconda guerra mondiale per le esigenze di trasporto dell'United States Army Air Corps, venne introdotto tardi rispetto alla fine della guerra, e pertanto, rispetto agli standard statunitensi dell'epoca, venne costruito in un numero limitato di esemplari.

## Utilizzatori

### Militari
Brasile
- Força Aérea Brasileira

il Primeiro Grupo de Transporte de Tropa (1º gruppo da trasporto truppe) ha operato i C-82 fino al 1969.
 Honduras
- Fuerza Aérea Hondureña

 Stati Uniti
- United States Army Air Forces
- United States Air Force

### Civili
Brasile
- Serviços Aéreos Cruzeiro do Sul

 Cile
- Linea Aerea Taxpa Ltda

 Messico
- Compania Mexicana de Aviacion (CMA)

 Stati Uniti
- Interior Airways
- Trans World Airlines - Usato per trasportare motori di ricambio

## Cultura di massa

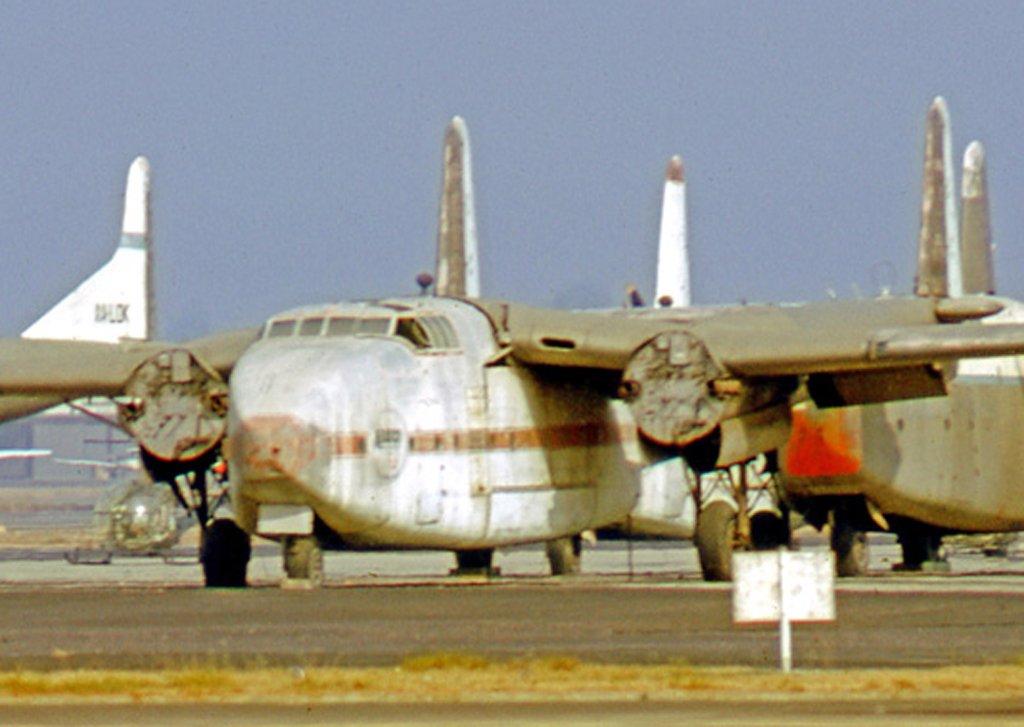
Il Fairchild C-82A N53228 dipinto coi contrassegni della compagnia fittizia Arabco Oil Company per il film "Il volo della Fenice"

Il C-82 è forse meglio noto per il suo ruolo nel romanzo del 1964, Il volo della Fenice, e la versione originale del film di Robert Aldrich.
Basato sul romanzo originale di Elleston Trevor, la storia è incentrata su un C-82A Packet operato dalla fittizia Arabco Oil Company. L'aereo precipitò nel deserto del Nordafrica e venne ricostruito dai passeggeri e dall'equipaggio usando una trave di coda ed un timone, e con questo riuscì a portare i passeggeri alla salvezza.
Il C-82, benché con aggiunte delle capacità anfibie, è stato la base per l'aeroplano della Disney protagonista del cartone animato TaleSpin.

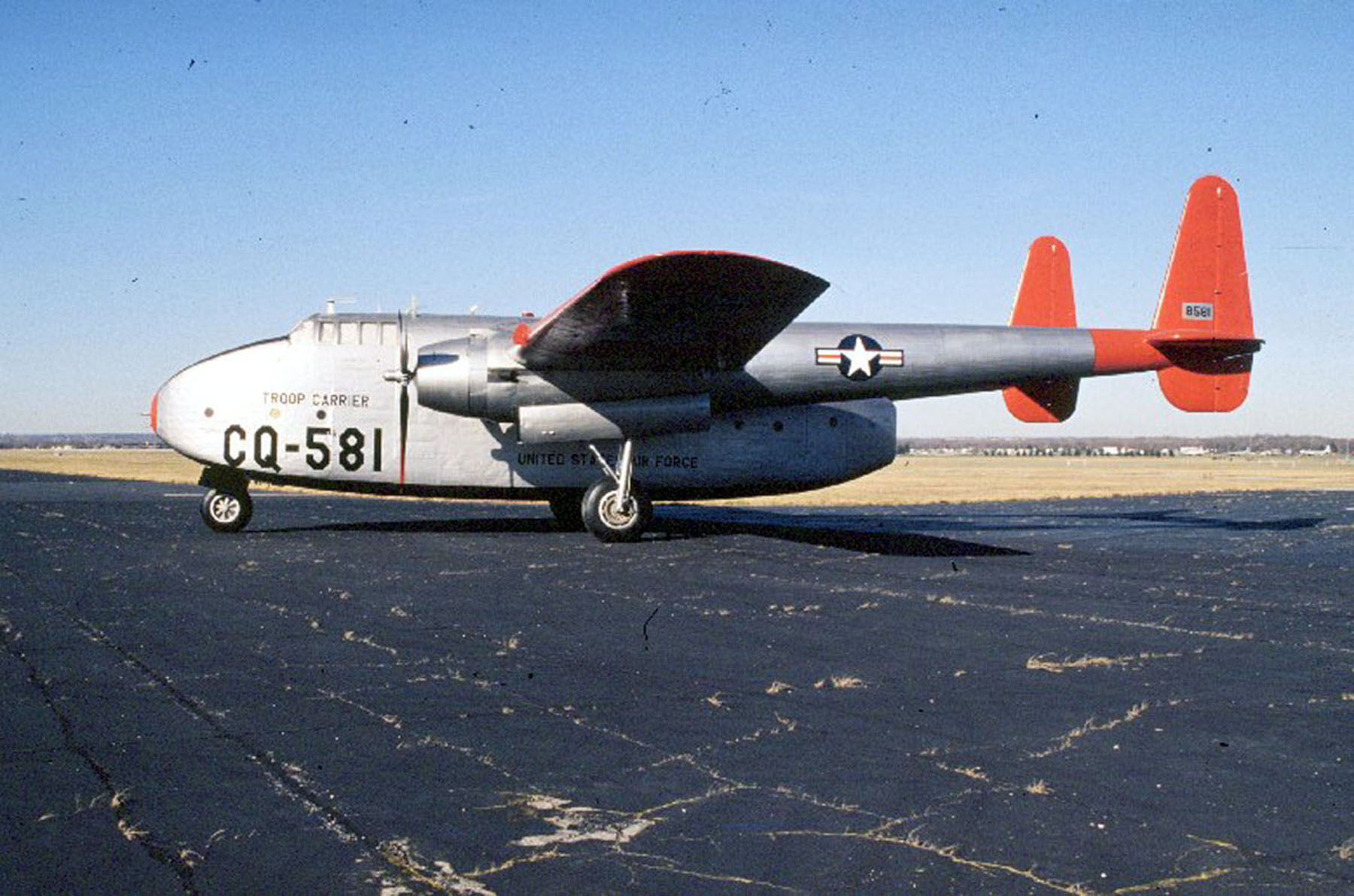
Fairchild C-82 Packet

### Pubblicazioni
- Super Size Freighter Resembles P-38 Fighter, Popular Mechanics, March 1944; first illustration of C-82 released to public - bottom half of p. 16, su books.google.com.